# Vancouver Giants
Vancouver Giants – kanadyjski klub hokejowy z siedzibą w Vancouver, założony w roku 2001. Występuje w Western Hockey League.

## Sukcesy
- Mistrzostwo Dywizji B. C. w sezonie zasadniczym WHL: 2006, 2007, 2008, 2009, 2010, 2019
- Mistrzostwo Konferencji Zachodniej w sezonie zasadniczym WHL: 2006, 2007, 2019
- Ed Chynoweth Cup – mistrzostwo WHL: 2006
- Finał WHL: 2007, 2019
- Memorial Cup – mistrzostwo CHL: 2007

## Zawodnicy
W zespole grał Polak Marcin Kolusz.